# Хрватска грађанска странка
Хрватска грађанска странка (скраћено: ХГС) је парламентарна политичка партија у Хрватској.
Странку је 25. септембра 2009. године у Сплиту основао контроверзни предузетник Жељко Керум, неколико месени пошто је са својом независном листом победио на локланим изборима у Сплиту.
На седмим парламентарним изборима одржаним 2011. године Странка је као партнер Хрватске демократске заједнице у Далмацији освојила два места у Хрватском сабору. Посланичка места су добили Жељко Керум и његова сестра Невенка Бечић.